# Arthur Hermann Florstedt
Arthur Hermann Florstedt (ur. 8 lutego 1895, zm. 15 kwietnia 1945) – zbrodniarz hitlerowski, SS-Standartenführer, komendant niemieckiego nazistowskiego obozu koncentracyjnego Majdanek.

## Życiorys
Urodził się w miejscowości Bitsch. Walczył podczas I wojny światowej otrzymując Krzyż Żelazny. Członek NSDAP i SS. W latach 1940–1942 pełnił służbę w obozie Sachsenhausen. W listopadzie 1942 Florstedt został trzecim z kolei komendantem obozu Majdanek koło Lublina (był to jednocześnie obóz zagłady, jak i obóz koncentracyjny). Funkcję tę pełnił do września 1943 i ponosi odpowiedzialność za zbrodnie popełnione w tym okresie w obozie.
We wrześniu 1943 został aresztowany przez Gestapo. Postawiono mu zarzuty nadużycia władzy i przywłaszczenia mienia pomordowanych ofiar. Sąd SS i Policji skazał Florstedta na karę śmierci. Wyrok wykonano w kwietniu 1945.